# Lista dos papiros do Novo Testamento

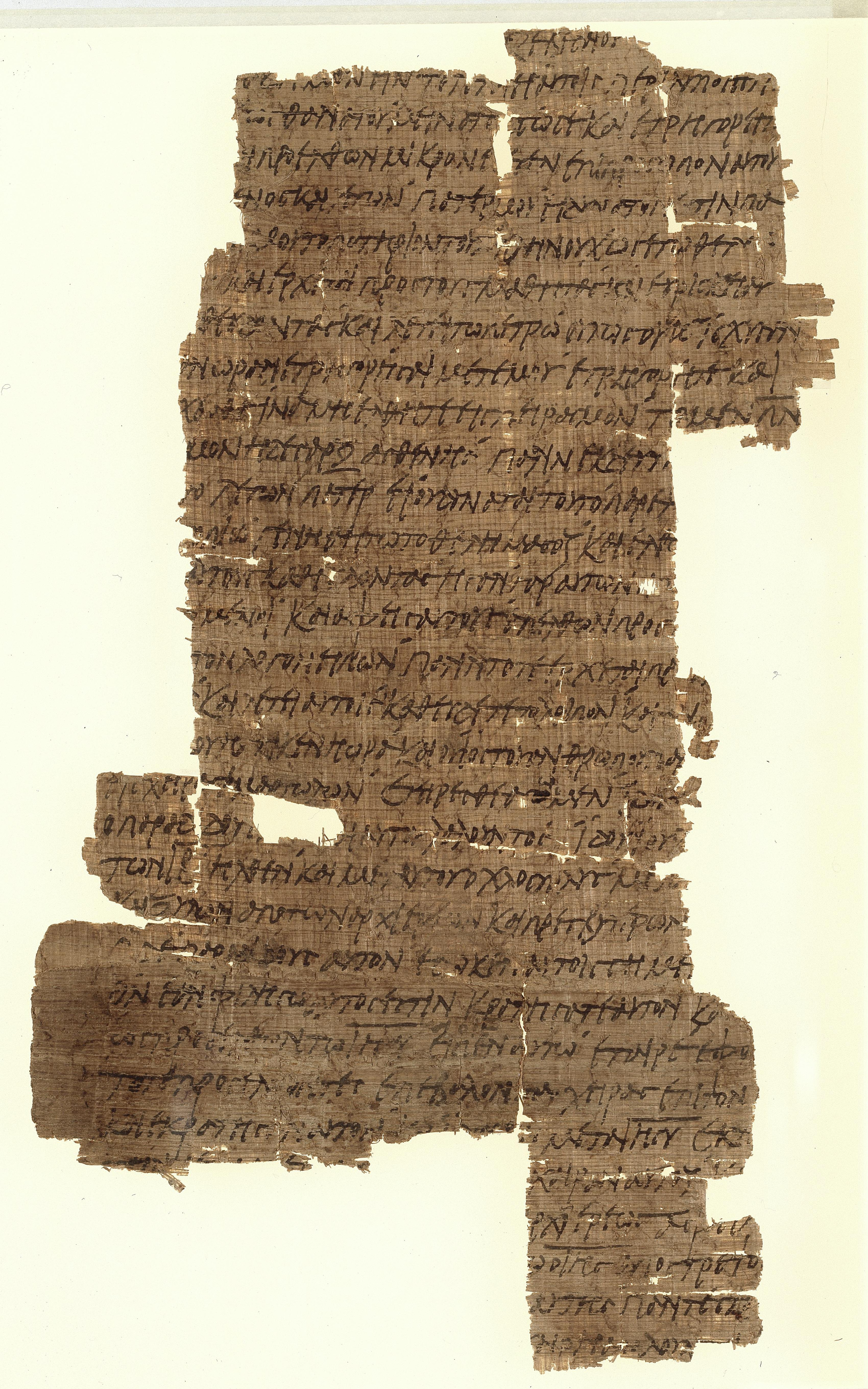
Verso do Papiro 37

Um papiro do Novo Testamento é uma cópia de uma porção do Novo Testamento feito em papiro. O perído, abrange o século um e vinte esses papiros são conhecidos. Em geral, eles são considerados a mais antiga e melhor testemunha do texto original do Novo Testamento.
Um suposto fragmento de manuscrito descoberto em 2012 em uma máscara de múmia egípcia foi assumido como o mais antigo contendo um extrato do Evangelho de Marcos, sendo datado como do ano 90 EC. Posteriormente essa descoberta mostrou-se falsa.
1. ↑  Eberhard Nestle, Erwin Nestle, Barbara Aland e Kurt Aland (eds), Novum Testamentum Graece, 27ª edição, (Stuttgart: Deutsche Bibelgesellschaft, 2001), ISBN 3-438-05115-X em inglês
2. ↑  «The Mummy Gospel Isn't Even a Mummy Gospel!? Updates on That Supposed First Century Manuscript of Mark • Richard Carrier». Richard Carrier (em inglês). 4 de abril de 2018. Consultado em 22 de outubro de 2020
3. ↑  Sabar, Story by Ariel. «A Biblical Mystery at Oxford». The Atlantic. ISSN 1072-7825. Consultado em 22 de outubro de 2020

## Lista manuscritos
| Manuscritos em amarelo foram encontrados entre os Papiros de Oxirrinco   |
| Manuscritos em azul foram encontrados entre os Papiros de Bodmer         |
| Manuscritos em vermelho foram encontrados entre os Chester Beatty Papyri |

| Número                                                                    | Data    | Conteúdo | Instituição                                               | Ref #                                         | Cidade                     | Estado                |
| ------------------------------------------------------------------------- | ------- | --- | --------------------------------------------------------- | --------------------------------------------- | -------------------------- | --------------------- |
| {\displaystyle {\mathfrak {P}}^{1}}                                       | 250     | Mateus 1 | University of Pennsylvania                                | P. Oxy. 2; E 2746                             | Philadelphia Pennsylvania  | Estados Unidos        |
| {\displaystyle {\mathfrak {P}}^{2}}                                       | 550     | João 12 | Museu Arqueológico de Florença                            | Inv. 7134                                     | Florença                   | Itália                |
| {\displaystyle {\mathfrak {P}}^{3}}                                       | 600     | Lucas 7,10 | Österreichische Nationalbibliothek                        | Pap. G. 2323                                  | Viena                      | Áustria               |
| {\displaystyle {\mathfrak {P}}^{4}}                                       | 175-250 | Lucas 1-6 | Bibliothèque nationale de France                          | Suppl. Gr. 1120                               | Paris                      | França                |
| {\displaystyle {\mathfrak {P}}^{5}}                                       | 250     | João 1,16,20 | British Library                                           | P. Oxy. 208. 1781; Inv. 782. 2484             | Londres                    | Reino Unido           |
| {\displaystyle {\mathfrak {P}}^{6}}                                       | 350     | João 10,11 | Bibliothèque nationale et universitaire                   | Pap. copt. 379. 381. 382. 384                 | Strasbourg                 | França                |
| {\displaystyle {\mathfrak {P}}^{7}}                                       | 300(?)  | Lucas 4 | Biblioteca Nacional Vernadsky da Ucrânia                  | Petrov 553                                    | Kiev                       | Ucrânia               |
| {\displaystyle {\mathfrak {P}}^{8}}                                       | 350     | Atos 4-6 | Museus Estatais de Berlim                                 | Inv. 8683                                     | Berlim                     | Alemanha              |
| {\displaystyle {\mathfrak {P}}^{9}}                                       | 250     | 1 João 4 | Biblioteca Houghton, Harvard                              | P. Oxy. 402; Inv. 3736                        | Cambridge Massachusetts    | Estados Unidos        |
| {\displaystyle {\mathfrak {P}}^{10}}                                      | 350     | Romanos 1 | Biblioteca Houghton, Harvard                              | P. Oxy. 209; Inv. 2218                        | Cambridge Massachusetts    | Estados Unidos        |
| {\displaystyle {\mathfrak {P}}^{11}}                                      | 550     | 1 Coríntios 1-7                                                                                                   | Biblioteca Nacional da Rússia                             | Gr. 258A                                      | Saint Petersburg           | Rússia                |
| {\displaystyle {\mathfrak {P}}^{12}}                                      | 250     | Hebreus 1 | Morgan Library & Museum                                   | Pap. Gr. 3; P. Amherst 3b                     | New York City              | Estados Unidos        |
| {\displaystyle {\mathfrak {P}}^{13}}                                      | 250     | Hebreus 2-5,10-12                                                                                                 | British Library Biblioteca Medicea Laurenziana            | P. Oxy. 657; Inv. 1532 v PSI 1292             | Londres Florença           | Reino Unido Itália    |
| {\displaystyle {\mathfrak {P}}^{14}}                                      | 450     | 1 Coríntios 1-3                                                                                                   | Mosteiro de Santa Catarina                                | 14                                            | Sinai                      | Egipto                |
| {\displaystyle {\mathfrak {P}}^{15}}                                      | 250     | 1 Coríntios 7-8                                                                                                   | Museu Egípcio                                             | P. Oxy. 1008; JE 47423                        | Cairo                      | Egipto                |
| {\displaystyle {\mathfrak {P}}^{16}}                                      | 300     | Epístola aos Filipenses 3-4                                                                                       | Museu Egípcio                                             | P. Oxy. 1009; JE 47424                        | Cairo                      | Egipto                |
| {\displaystyle {\mathfrak {P}}^{17}}                                      | 350     | Epístola aos Hebreus 9                                                                                            | Universidade de Cambridge                                 | P. Oxy. 1078; Add. 5893                       | Cambridge                  | Reino Unido           |
| {\displaystyle {\mathfrak {P}}^{18}}                                      | 300     | Apocalipse 1 † | British Library                                           | P. Oxy. 1079; Inv. 2053v                      | Londres                    | Reino Unido           |
| {\displaystyle {\mathfrak {P}}^{19}}                                      | 400     | Mateus 10-11 † | Bodleian Library                                          | P. Oxy. 1170; Gr. bibl. d. 6 (P)              | Oxford                     | Reino Unido           |
| {\displaystyle {\mathfrak {P}}^{20}}                                      | 250     | Epístola de Tiago 2-3 †                                                                                           | Harvey S. Firestone Memorial Library                      | P. Oxy. 1171; AM 4117                         | Princeton Nova Jérsei      | Estados Unidos        |
| {\displaystyle {\mathfrak {P}}^{21}}                                      | 400     | Mateus 12 † | Muhlenberg College                                        | P. Oxy. 1227; Theol. Pap. 3                   | Allentown Pennsylvania     | Estados Unidos        |
| {\displaystyle {\mathfrak {P}}^{22}}                                      | 250     | João 15-16 † | Glasgow University                                        | P. Oxy. 1228; MS 2-X.I                        | Glasgow                    | Reino Unido           |
| {\displaystyle {\mathfrak {P}}^{23}}                                      | 250     | Epístola de Tiago 1 †                                                                                             | University of Illinois                                    | P. Oxy. 1229; G. P. 1229                      | Urbana (Illinois)          | Estados Unidos        |
| {\displaystyle {\mathfrak {P}}^{24}}                                      | 350     | Apocalipse 5-6 †                                                                                                  | Franklin Trask Library Andover Newton Theological School  | P. Oxy. 1230; OP 1230                         | Newton Massachusetts       | Estados Unidos        |
| {\displaystyle {\mathfrak {P}}^{25}}                                      | 350     | Mateus 18-19 † | Museu Nacional de Berlim                                  | Inv. 16388                                    | Berlim                     | Alemanha              |
| {\displaystyle {\mathfrak {P}}^{26}}                                      | 600     | Romanos 1 † | (Joseph S) Bridwell Library Southern Methodist University | P. Oxy. 1354                                  | Dallas, Texas              | Estados Unidos        |
| {\displaystyle {\mathfrak {P}}^{27}}                                      | 250     | Romanos 8-9 † | Cambridge University Library                              | P. Oxy. 1355; Add. 7211                       | Cambridge                  | Reino Unido           |
| {\displaystyle {\mathfrak {P}}^{28}}                                      | 250     | João 6 † | Palestine Institute Museum Pacific School of Religion     | P. Oxy. 1596; Pap. 2                          | Berkeley California        | Estados Unidos        |
| {\displaystyle {\mathfrak {P}}^{29}}                                      | 250     | Atos 26 † | Bodleian Library                                          | P. Oxy. 1597; Gr. bibl. g. 4 (P)              | Oxford                     | Reino Unido           |
| {\displaystyle {\mathfrak {P}}^{30}}                                      | 250     | 1 Tess 4-5; 2 Tess 1                                                                                              | Ghent University Library                                  | P. Oxy. 1598; Inv. 61                         | Ghent                      | Bélgica               |
| {\displaystyle {\mathfrak {P}}^{31}}                                      | 650     | Romanos 12 † | John Rylands University Library                           | P. Ryl. 4; Gr. P. 4                           | Manchester                 | Reino Unido           |
| {\displaystyle {\mathfrak {P}}^{32}}                                      | 200     | Tito 1-2 † | John Rylands University Library                           | P. Ryl. 5; G. P. 5                            | Manchester                 | Reino Unido           |
| {\displaystyle {\mathfrak {P}}^{33}}={\displaystyle {\mathfrak {P}}^{58}} | 550     | Atos 7 † | Österreichische Nationalbibliothek                        | Pap. G. 17973, 26133, 35831, 39783            | Viena                      | Áustria               |
| {\displaystyle {\mathfrak {P}}^{34}}                                      | 650     | 1 Coríntios 16; 2 Coríntios 5,10-11                                                                               | Biblioteca Nacional da Áustria                            | Pap. G. 39784                                 | Viena                      | Áustria               |
| {\displaystyle {\mathfrak {P}}^{35}}                                      | 350(?)  | Mateus 25 | Biblioteca Medicea Laurenziana                            | PSI 1                                         | Florença                   | Itália                |
| {\displaystyle {\mathfrak {P}}^{36}}                                      | 550     | João 3 | Biblioteca Medicea Laurenziana                            | PSI 3                                         | Florença                   | Itália                |
| {\displaystyle {\mathfrak {P}}^{37}}                                      | 300     | Mateus 26 | Universidade de Michigan                                  | P. Mich. 137; Inv. 1570                       | Ann Arbor Michigan         | Estados Unidos        |
| {\displaystyle {\mathfrak {P}}^{38}}                                      | 300     | Actos 18-19 | Universidade de Michigan                                  | P. Mich. 138; Inv. 1571                       | Ann Arbor Michigan         | Estados Unidos        |
| {\displaystyle {\mathfrak {P}}^{39}}                                      | 250     | Evangelho segundo João 8                                                                                          | Ambrose Swasey Library                                    | P. Oxy. 1780; Inv. 8864                       | Rochester New York         | Estados Unidos        |
| {\displaystyle {\mathfrak {P}}^{40}}                                      | 250     | Romanos 1-4,6,9                                                                                                   | Papyrussammlung Universidade de Heidelberg                | P. Bad. 57; Inv. 45                           | Heidelberg                 | Alemanha              |
| {\displaystyle {\mathfrak {P}}^{41}}                                      | 750     | Atos 17-22 | Österreichische Nationalbibliothek                        | Pap. K. 7541-48                               | Viena                      | Austria               |
| {\displaystyle {\mathfrak {P}}^{42}}                                      | 700     | Lucas 1-2 | Österreichische Nationalbibliothek                        | Pap. K. 8706                                  | Viena                      | Austria               |
| {\displaystyle {\mathfrak {P}}^{43}}                                      | 600     | Apocalipse 2,15-16                                                                                                | British Library                                           | Inv. 2241                                     | Londres                    | Reino Unido           |
| {\displaystyle {\mathfrak {P}}^{44a}}                                     | 600     | João 10 | Metropolitan Museum of Art                                | Inv. 14. 1. 527, 1 fol                        | New York City              | Estados Unidos        |
| {\displaystyle {\mathfrak {P}}^{44b}}                                     | 600     | Mateus 17-18,25; João 9,12                                                                                        | Metropolitan Museum of Art                                | Inv. 14. 1. 527                               | New York City              | Estados Unidos        |
| {\displaystyle {\mathfrak {P}}^{45}}                                      | 250     | Mateus 20-21,25-26; Marcos 4-9,11-12; Lucas 6-7,9-14; João 4-5,10-11; Atos 4-17                                   | Chester Beatty Library Austrian National Library          | P. Chest. B. I Pap. g. 31974                  | Dublin Viena               | Ireland Austria       |
| {\displaystyle {\mathfrak {P}}^{46}}                                      | 200     | Romanos 5-6,8-16; 1 Coríntios; 2 Coríntios; Gálatas; Efésios; Filipenses; Colossenses; 1 Tessalonicences; Hebreus | Chester Beatty Library University of Michigan             | P. Chest. B. II Inv. 6238                     | Dublin Ann Arbor, Michigan | Ireland United States |
| {\displaystyle {\mathfrak {P}}^{47}}                                      | 250     | Apocalipse 9-17                                                                                                   | Chester Beatty Library                                    | P. Chest. B. III                              | Dublin                     | Ireland               |
| {\displaystyle {\mathfrak {P}}^{48}}                                      | 250     | Atos 23 | Medici Library                                            | PSI 1165                                      | Florença                   | Itália                |
| {\displaystyle {\mathfrak {P}}^{49}}                                      | 250     | Efésios 4-5 | Yale University Library                                   | P. 415                                        | New Haven Connecticut      | Estados Unidos        |
| {\displaystyle {\mathfrak {P}}^{50}}                                      | 400     | Atos 8,10 | Yale University Library                                   | P. 1543                                       | New Haven Connecticut      | Estados Unidos        |
| {\displaystyle {\mathfrak {P}}^{51}}                                      | 400     | Gálatas 1 | Museu Ashmoleano                                          | P. Oxy. 2157                                  | Oxford                     | Reino Unido           |
| {\displaystyle {\mathfrak {P}}^{52}}                                      | 125     | João 18:31-33; 18:37-38                                                                                           | John Rylands University Library                           | Gr. P. 457                                    | Manchester                 | Reino Unido           |
| {\displaystyle {\mathfrak {P}}^{53}}                                      | 250     | Mateus 26; Atos 9-10                                                                                              | University of Michigan                                    | Inv. 6652                                     | Ann Arbor Michigan         | Estados Unidos        |
| {\displaystyle {\mathfrak {P}}^{54}}                                      | 500     | Tiago 2-3 | Princeton University Library                              | P. Princ. 15; Garrett Depots 7742             | Princeton New Jersey       | Estados Unidos        |
| {\displaystyle {\mathfrak {P}}^{55}}                                      | 600     | João 1 | Österreichische Nationalbibliothek                        | Pap. G. 26214                                 | Viena                      | Austria               |
| {\displaystyle {\mathfrak {P}}^{56}}                                      | 500     | Atos 1 | Österreichische Nationalbibliothek                        | Pap. G. 19918                                 | Viena                      | Austria               |
| {\displaystyle {\mathfrak {P}}^{57}}                                      | 400     | Atos 4-5 | Österreichische Nationalbibliothek                        | Pap. G. 26020                                 | Viena                      | Austria               |
| {\displaystyle {\mathfrak {P}}^{58}}={\displaystyle {\mathfrak {P}}^{33}} | 550     | Atos 15 † | Österreichische Nationalbibliothek                        | Pap. G. 17973, 26133, 35831, 39783            | Viena                      | Austria               |
| {\displaystyle {\mathfrak {P}}^{59}}                                      | 650     | John 1-2,11-12,17-18,21                                                                                           | Morgan Library & Museum                                   | P. Colt 3                                     | New York City              | Estados Unidos        |
| {\displaystyle {\mathfrak {P}}^{60}}                                      | 650     | John 16-19 | Morgan Library & Museum                                   | P. Colt 4                                     | New York City              | Estados Unidos        |
| {\displaystyle {\mathfrak {P}}^{61}}                                      | 700     | Ro 16; 1 Co 1,5; Php 3; Col 1,4; 1 Th 1; Tit 3; Phm                                                               | Pierpont Morgan Library                                   | P. Colt 5                                     | New York City              | Estados Unidos        |
| {\displaystyle {\mathfrak {P}}^{62}}                                      | 350     | Matthew 11 | Oslo University Library                                   | Inv. 1661                                     | Oslo                       | Noruega               |
| {\displaystyle {\mathfrak {P}}^{63}}                                      | 500     | John 3-4 | Museus Estatais de Berlim                                 | Inv. 11914                                    | Berlim                     | Alemanha              |
| {\displaystyle {\mathfrak {P}}^{64}}={\displaystyle {\mathfrak {P}}^{67}} | 200     | Matthew 3,5,26 | Magdalen College Fundación Sant Lluc Evangelista          | Gr. 18 Inv. I                                 | Oxford Barcelona           | Reino Unido Espanha   |
| {\displaystyle {\mathfrak {P}}^{65}}                                      | 250     | 1 Thessalonians 1-2                                                                                               | Girolamo Vitelli Papyrological Institute                  | PSI 1373                                      | Florença                   | Itália                |
| {\displaystyle {\mathfrak {P}}^{66}}                                      | 200     | John | Biblioteca Bodmer                                         | P. Bodmer II                                  | Cologny, Geneva            | Switzerland           |
| {\displaystyle {\mathfrak {P}}^{67}}={\displaystyle {\mathfrak {P}}^{64}} | 200     | Matthew 3,5,26 | Magdalen College Fundación Sant Lluc Evangelista          | Gr. 18 Inv. I                                 | Oxford Barcelona           | Reino Unido Espanha   |
| {\displaystyle {\mathfrak {P}}^{68}}                                      | 650(?)  | 1 Corinthians 4-5                                                                                                 | Russian National Library                                  | Gr. 258B                                      | Saint Petersburg           | Rússia                |
| {\displaystyle {\mathfrak {P}}^{69}}                                      | 250     | Luke 22 | Museu Ashmoleano                                          | P. Oxy. 2383                                  | Oxford                     | Reino Unido           |
| {\displaystyle {\mathfrak {P}}^{70}}                                      | 250     | Matthew 2-3,11-12,24                                                                                              | Museu Ashmoleano Girolamo Vitelli Papyrological Institute | P. Oxy. 2384 PSI inv. 3407 (was CNR 419, 420) | Oxford Florença            | Reino Unido Itália    |
| {\displaystyle {\mathfrak {P}}^{71}}                                      | 350     | Matthew 19 | Museu Ashmoleano                                          | P. Oxy. 2385                                  | Oxford                     | Reino Unido           |
| {\displaystyle {\mathfrak {P}}^{72}}                                      | 300     | 1 Peter; 2 Peter; Jude                                                                                            | Biblioteca Bodmer                                         | P. Bodmer VII, VIII                           | Cologny, Geneva            | Switzerland           |
| {\displaystyle {\mathfrak {P}}^{73}}                                      | 650     | Matthew 25-26 | Biblioteca Bodmer                                         | P. Bodmer L                                   | Cologny, Geneva            | Switzerland           |
| {\displaystyle {\mathfrak {P}}^{74}}                                      | 650     | Atos; Tiago; 1 Pe 1-3; 2 Pe 2-3; 1 Jo; 2 Jo; 3 Jo                                                                 | Biblioteca Bodmer                                         | P. Bodmer XVII                                | Cologny, Geneva            | Switzerland           |
| {\displaystyle {\mathfrak {P}}^{75}}                                      | 175-225 | Luke 3-18,22-24; John 1-15                                                                                        | Vatican Apostolic Library                                 | P. Bodmer XIV, XV                             | Vaticano                   | Vaticano              |
| {\displaystyle {\mathfrak {P}}^{76}}                                      | 550     | John 4 | Österreichische Nationalbibliothek                        | Pap. G. 36102                                 | Viena                      | Austria               |
| {\displaystyle {\mathfrak {P}}^{77}}                                      | 200     | Matthew 23 | Museu Ashmoleano                                          | P. Oxy. 2683 and 4405                         | Oxford                     | Reino Unido           |
| {\displaystyle {\mathfrak {P}}^{78}}                                      | 300     | Jude | Museu Ashmoleano                                          | P. Oxy. 2684                                  | Oxford                     | Reino Unido           |
| {\displaystyle {\mathfrak {P}}^{79}}                                      | 650     | Hebrews 10 | Museus Estatais de Berlim                                 | Inv. 6774                                     | Berlim                     | Alemanha              |
| {\displaystyle {\mathfrak {P}}^{80}}                                      | 250     | John 3 | Fundación Sant Lluc Evangelista                           | Inv. 83                                       | Barcelona                  | Espanha               |
| {\displaystyle {\mathfrak {P}}^{81}}                                      | 350     | 1 Peter 2-3 | Professor Sergio Daris, University of Trieste             | Inv. 20                                       | Trieste                    | Itália                |
| {\displaystyle {\mathfrak {P}}^{82}}                                      | 400     | Luke 7 | National and University Library of Strasbourg             | Gr. 2677                                      | Strasbourg                 | França                |
| {\displaystyle {\mathfrak {P}}^{83}}                                      | 550     | Matthew 20,23-24                                                                                                  | Catholic University of Leuven Library                     | P. A. M. Kh. Mird 16, 29                      | Leuven                     | Belgium               |
| {\displaystyle {\mathfrak {P}}^{84}}                                      | 550     | Mark 2,6; John 5,17                                                                                               | Catholic University of Leuven Library                     | P. A. M. Kh. Mird 4, 11                       | Leuven                     | Belgium               |
| {\displaystyle {\mathfrak {P}}^{85}}                                      | 400     | Revelation 9-10                                                                                                   | Bibliothèque nationale et universitaire                   | Gr. 1028                                      | Strasbourg                 | França                |
| {\displaystyle {\mathfrak {P}}^{86}}                                      | 350     | Matthew 5 | Institut für Altertumskunde University of Cologne         | Theol. 5516                                   | Cologne                    | Alemanha              |
| {\displaystyle {\mathfrak {P}}^{87}}                                      | 250     | Philemon | Institut für Altertumskunde University of Cologne         | Theol. 12                                     | Cologne                    | Alemanha              |
| {\displaystyle {\mathfrak {P}}^{88}}                                      | 350     | Mark 2 | Catholic University of the Sacred Heart                   | Inv. 69.24                                    | Milan                      | Itália                |
| {\displaystyle {\mathfrak {P}}^{89}}                                      | 350     | Hebrews 6 | Medici Library                                            | PL III/292                                    | Florença                   | Itália                |
| {\displaystyle {\mathfrak {P}}^{90}}                                      | 150     | John 18:36-19:1; 19:1-7 †                                                                                         | Museu Ashmoleano                                          | P. Oxy. 3523; 65 6 B. 32/M (3-5)a             | Oxford                     | Reino Unido           |
| {\displaystyle {\mathfrak {P}}^{91}}                                      | 250     | Acts 2:30-37; 2:46-3:2                                                                                            | Università degli Studi di Milano Macquarie University     | P. Mil. Vofl. Inv. 1224 P. Macquarie inv. 360 | Milão Sydney               | Itália Austrália      |
| {\displaystyle {\mathfrak {P}}^{92}}                                      | 300     | Ephesians 1; 2 Thessalonians 1                                                                                    | Egyptian Museum                                           | PNarmuthis 69.39a/229a                        | Cairo                      | Egito                 |
| {\displaystyle {\mathfrak {P}}^{93}}                                      | 450     | John 13 † | Girolamo Vitelli Papyrological Institute                  | PSI 108                                       | Florença                   | Itália                |
| {\displaystyle {\mathfrak {P}}^{94}}                                      | 500     | Romans 6 | Egyptian Museum                                           | P. Cair. 10730                                | Cairo                      | Egito                 |
| {\displaystyle {\mathfrak {P}}^{95}}                                      | 250     | John 5 | Medici Library                                            | PL II/31                                      | Florença                   | Itália                |
| {\displaystyle {\mathfrak {P}}^{96}}                                      | 550     | Matthew 3 | Österreichische Nationalbibliothek                        | Pap. K 7244                                   | Viena                      | Austria               |
| {\displaystyle {\mathfrak {P}}^{97}}                                      | 600     | Luke 14 | Chester Beatty Library                                    | p. Chester B. XVII                            | Dublin                     | Ireland               |
| {\displaystyle {\mathfrak {P}}^{98}}                                      | 150(?)  | Revelation 1 | Institut Français d'Archéologie Orientale                 | P. IFAO inv. 237b                             | Cairo                      | Egito                 |
| {\displaystyle {\mathfrak {P}}^{99}}                                      | 400     | Glossário, palavras e frases de: Ro, 2 Co, Gal e Eph                                                              | Chester Beatty Library                                    | P. Chester B. Ac. 1499, fol 11-14             | Dublin                     | Ireland               |
| {\displaystyle {\mathfrak {P}}^{100}}                                     | 300     | James 3-5 | Museu Ashmoleano                                          | P. Oxy. 4449                                  | Oxford                     | Reino Unido           |
| {\displaystyle {\mathfrak {P}}^{101}}                                     | 250     | Matthew 3-4 | Museu Ashmoleano                                          | P. Oxy. 4401                                  | Oxford                     | Reino Unido           |
| {\displaystyle {\mathfrak {P}}^{102}}                                     | 300     | Matthew 4 | Museu Ashmoleano                                          | P. Oxy. 4402                                  | Oxford                     | Reino Unido           |
| {\displaystyle {\mathfrak {P}}^{103}}                                     | 200     | Matthew 13-14 | Museu Ashmoleano                                          | P. Oxy. 4403                                  | Oxford                     | Reino Unido           |
| {\displaystyle {\mathfrak {P}}^{104}}                                     | 150     | Matthew 21:34-37; 21:43,45?                                                                                       | Museu Ashmoleano                                          | P. Oxy. 4404                                  | Oxford                     | Reino Unido           |
| {\displaystyle {\mathfrak {P}}^{105}}                                     | 500     | Matthew 27-28 | Museu Ashmoleano                                          | P. Oxy. 4406                                  | Oxford                     | Reino Unido           |
| {\displaystyle {\mathfrak {P}}^{106}}                                     | 250     | John 1 | Museu Ashmoleano                                          | P. Oxy. 4445                                  | Oxford                     | Reino Unido           |
| {\displaystyle {\mathfrak {P}}^{107}}                                     | 250     | John 17 | Museu Ashmoleano                                          | P. Oxy. 4446                                  | Oxford                     | Reino Unido           |
| {\displaystyle {\mathfrak {P}}^{108}}                                     | 250     | John 17/18 | Museu Ashmoleano                                          | P. Oxy. 4447                                  | Oxford                     | Reino Unido           |
| {\displaystyle {\mathfrak {P}}^{109}}                                     | 250     | John 21 | Museu Ashmoleano                                          | P. Oxy. 4448                                  | Oxford                     | Reino Unido           |
| {\displaystyle {\mathfrak {P}}^{110}}                                     | 300     | Matthew 10:13-15,25-27                                                                                            | Museu Ashmoleano                                          | P. Oxy. 4494                                  | Oxford                     | Reino Unido           |
| {\displaystyle {\mathfrak {P}}^{111}}                                     | 250     | Luke 17 | Museu Ashmoleano                                          | P. Oxy. 4495                                  | Oxford                     | Reino Unido           |
| {\displaystyle {\mathfrak {P}}^{112}}                                     | 450     | Acts 26-27 | Museu Ashmoleano                                          | P. Oxy. 4496                                  | Oxford                     | Reino Unido           |
| {\displaystyle {\mathfrak {P}}^{113}}                                     | 250     | Romans 2 | Museu Ashmoleano                                          | P. Oxy. 4497                                  | Oxford                     | Reino Unido           |
| {\displaystyle {\mathfrak {P}}^{114}}                                     | 250     | Hebrews 1 | Museu Ashmoleano                                          | P. Oxy. 4498                                  | Oxford                     | Reino Unido           |
| {\displaystyle {\mathfrak {P}}^{115}}                                     | 300     | Revelation 2-3,5-6,8-15                                                                                           | Museu Ashmoleano                                          | P. Oxy. 4499                                  | Oxford                     | Reino Unido           |
| {\displaystyle {\mathfrak {P}}^{116}}                                     | 600     | Hebrews 2-3 | Austrian National Library                                 | P. Vindob. G 42417                            | Viena                      | Austria               |
| {\displaystyle {\mathfrak {P}}^{117}}                                     | 400     | 2 Corinthians 7                                                                                                   | University of Hamburg                                     | Inv. 1002                                     | Hamburg                    | Germany               |
| {\displaystyle {\mathfrak {P}}^{118}}                                     | 250     | Romans 15-16 | Institut für Altertumskunde University of Cologne         | Inv. 10311                                    | Cologne                    | Germany               |
| {\displaystyle {\mathfrak {P}}^{119}}                                     | 250     | John 1 | Museu Ashmoleano                                          | P. Oxy. 4803                                  | Oxford                     | Reino Unido           |
| {\displaystyle {\mathfrak {P}}^{120}}                                     | 350     | John 1 | Museu Ashmoleano                                          | P. Oxy. 4804                                  | Oxford                     | Reino Unido           |
| {\displaystyle {\mathfrak {P}}^{121}}                                     | 250     | John 19 | Museu Ashmoleano                                          | P. Oxy. 4805                                  | Oxford                     | Reino Unido           |
| {\displaystyle {\mathfrak {P}}^{122}}                                     | 400     | John 21 | Museu Ashmoleano                                          | P. Oxy. 4806                                  | Oxford                     | Reino Unido           |
| {\displaystyle {\mathfrak {P}}^{123}}                                     | 350     | 1 Corinthians 14-15                                                                                               | Museu Ashmoleano                                          | P. Oxy. 4844                                  | Oxford                     | Reino Unido           |
| {\displaystyle {\mathfrak {P}}^{124}}                                     | 550     | 2 Corinthians 11                                                                                                  | Museu Ashmoleano                                          | P. Oxy. 4845                                  | Oxford                     | Reino Unido           |
| {\displaystyle {\mathfrak {P}}^{125}}                                     | 300     | Primeira Epístola de Pedro 1:23-2:5; 2:7-12                                                                       | Museu Ashmoleano                                          | P. Oxy. 4934                                  | Oxford                     | Reino Unido           |
| {\displaystyle {\mathfrak {P}}^{126}}                                     | 550     | Epístola aos Hebreus 13:12-13.19-20                                                                               | Papyrological Intitute na Florença                        | Inv. 7134                                     | Florença                   | Itália                |
| {\displaystyle {\mathfrak {P}}^{127}}                                     | 350     | Actos 10-17 † | Museu Ashmoleano                                          | P. Oxy. 4968                                  | Oxford                     | Reino Unido           |

## Distribuição com base no conteúdo
| Livro do NT       | Total | Antigo | Livro do NT | Total | Antigo |
| Mateus            | 23    | 11     | 1 Timóteo   | 0     | 0      |
| Marcos            | 3     | 1      | 2 Timóteo   | 0     | 0      |
| Lucas             | 10    | 6      | Tito        | 2     | 1      |
| João              | 30    | 19     | Filemom     | 2     | 1      |
| Atos              | 14    | 7      | Hebreus     | 8     | 4      |
| Romanos           | 10    | 5      | Tiago       | 6     | 4      |
| 1 Coríntios       | 8     | 3      | 1 Pedro     | 3     | 1      |
| 2 Coríntios       | 4     | 2      | 2 Pedro     | 2     | 1      |
| Gálatas           | 2     | 1      | 1 João      | 2     | 1      |
| Efésios           | 3     | 3      | 2 João      | 1     | 0      |
| Filipenses        | 3     | 2      | 3 João      | 1     | 0      |
| Colossenses       | 2     | 1      | Judas       | 3     | 2      |
| 1 Tessalonicenses | 4     | 3      | Apocalipse  | 7     | 4      |
| 2 Tessalonicenses | 2     | 2      |             |       |        |

Nota: "Antigos" manuscritos são manuscritos do quarto século ou antes. Cerca da metade dos papiros são "antigos". Alguns manuscritos contém o conteúdo de mais de um livro do Novo Testamento, os números acima não correspondem diretamente ao número total de manuscritos.